# 卡多利沃
卡多利沃（法語：Cadolive，法語發音：[kadɔliv]）是法国普罗旺斯-阿尔卑斯-蓝色海岸大区罗讷河口省的一个市镇，属于马赛区。

## 地理
卡多利沃（43°23'43"N, 5°32'54"E）面积4.18 平方千米，位于法国普罗旺斯-阿尔卑斯-蓝色海岸大区罗讷河口省，该省份为法国东南部沿海省份，北起沃克吕兹省，西接加尔省，南濒地中海，东临瓦尔省。
与卡多利沃接壤的市镇（或旧市镇、城区）包括：阿洛、佩潘、圣萨武南。
卡多利沃的时区为UTC+01:00、UTC+02:00（夏令时）。

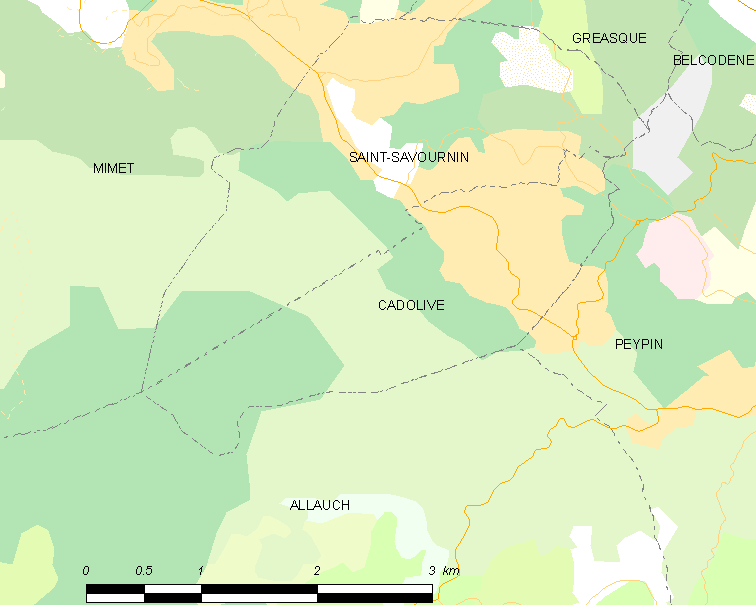
卡多利沃的OSM定位图

## 行政
卡多利沃的邮政编码为13950，INSEE市镇编码为13020。

## 政治
卡多利沃所属的省级选区为阿洛县。

## 人口

1962-2008年间卡多利沃人口变化图示

卡多利沃于2022年1月1日时的人口数量为2219人。